# Cyclotaenia discus
Cyclotaenia discus – gatunek chrząszcza z rodziny kózkowatych i podrodziny zgrzypikowych. Jedyny przedstawiciel rodzaju Cyclotaenia.

## Zasięg występowania
Gatunek ten występuje w Afryce Środkowej i Zachodniej, notowany w Wybrzeżu Kości Słoniowej, Gabonie, Republice Środkowoafrykańskiej, Demokratycznej Republice Konga oraz Malawi.